# Vila Valqueire
Vila Valqueire és un barri de classe mitjana i classe mitjana alta localitzat en la Zona Oest del municipi de Rio de Janeiro.
Limita amb els barris de Praça Seca, Tanque, Campo dos Afonsos, Jardim Sulacap, Bento Ribeiro, Marechal Hermes, Oswaldo Cruz i Campinho.
El seu IDH, l'any 2000, era de 0,904, el 23 millor del municipi entre 126 barris avaluats, sent considerat elevat.

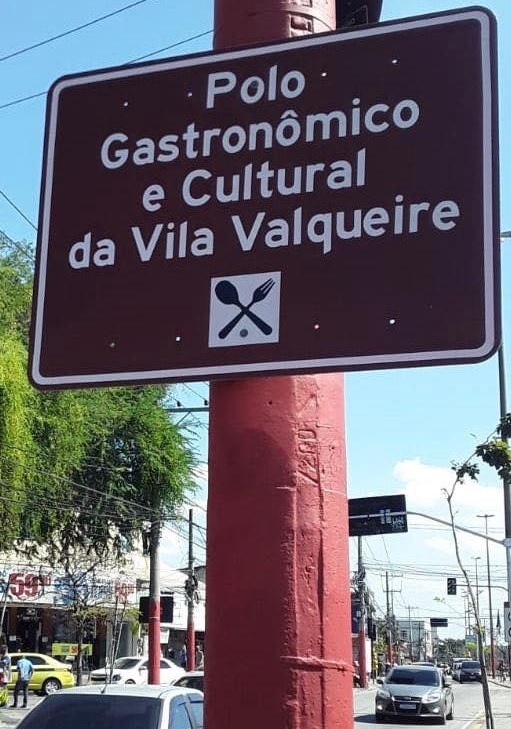
Placa Informativa Polo Gastronômico Vila Valqueire

La raó del nom d'aquest barri té dos vessants: Una és que, en el passat, va ser el bell enginy denominat V Alqueire (V = 5 en números romans), o sigui, 5è Alqueire i després Vila Valqueire. L'enginy de la V Alqueire va tenir com un dels seus últims ocupants, Francisco Teles - avi matern de Geremário Dantas nascut en aquell enginy. Els hereus de Francisco, el 1927, van parcel·lar i redibuixar aquelles terres donant noms de flors als seus carrers. El barri, un cop transformat, va continuar amb el títol de l'enginy: Valqueire. Es va col·locar l'indicatiu Vila que, en l'actualitat, s'està començant a perdre perquè moltes persones diuen només, Valqueire.
En "Les sesmarias de Jacarepaguá", de Raul Telles Rudge, no obstant això es conta que l'origen en el nom va venir del propietari original de l'enginy que va ser Antonio Fernandes Valqueire, anomenant-se Engenho Valqueire, desmembrat de les terres de l'antic Engenho de Fora, i datat del segle xviii. La seu de l'engenho Valqueire encara existeix en ruïnes.

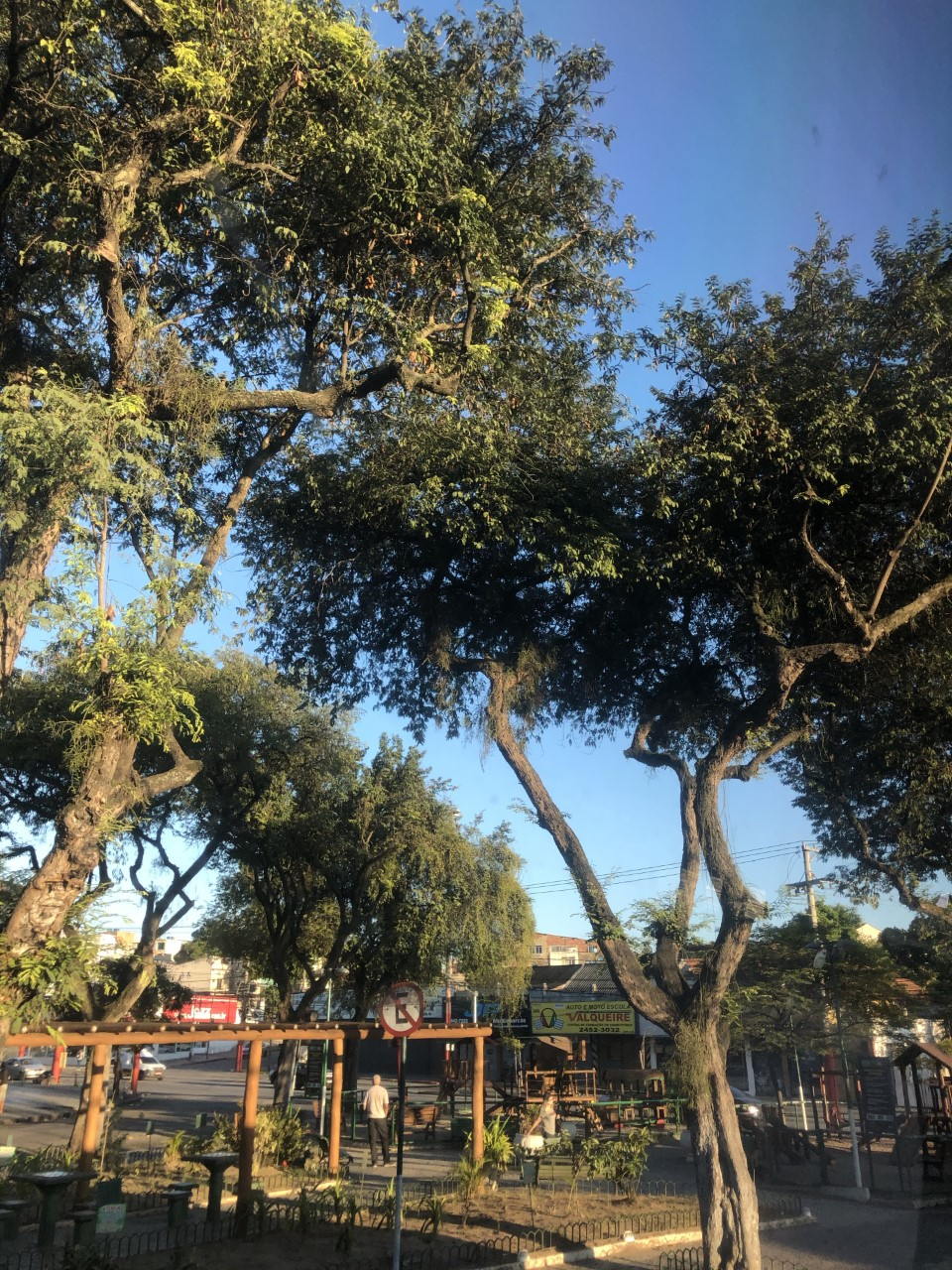
Voltants de la Praça do Valqueire

A més de la seu de l'enginy que encara existeix - totalment arruïnat - de més antiga construcció és l'Església de São Roque, pròxima al Carrer Quiririm que en el passat era denominada Carretera do Macaco. Travessant les terres del engenho del mateix nom,feia drecera per anar al del Valqueire.
La Carretera Intendente Magalhães, que és la seva principal artèria i marca els seus límits amb els barris de Osvaldo Cruz, Bento Ribeiro i Marechal Hermes, ja va ser anomenada de Santa Cruz, perquè feia la connexió del palau de São Cristóvão - el temps de l'Imperi - a la Hisenda Real de Santa Cruz (Rio de Janeiro). També denominada, durant molt temps, de Rio São Paulo. Per la seva demarcació moltes vegades, va passar Tiradentes quan venia de Minas Gerais a Rio.
A més de la tradicional Església de São Roque, el barri acull el Santuari de la Divina Misericòrdia, un dels primers temples catòlics del país en posseir aquest títol. Té un comerç en franc desenvolupament.